# 安赫爾比森特佩尼亞洛薩將軍縣
30°30′27″S 66°31′43″W / 30.50750°S 66.52861°W

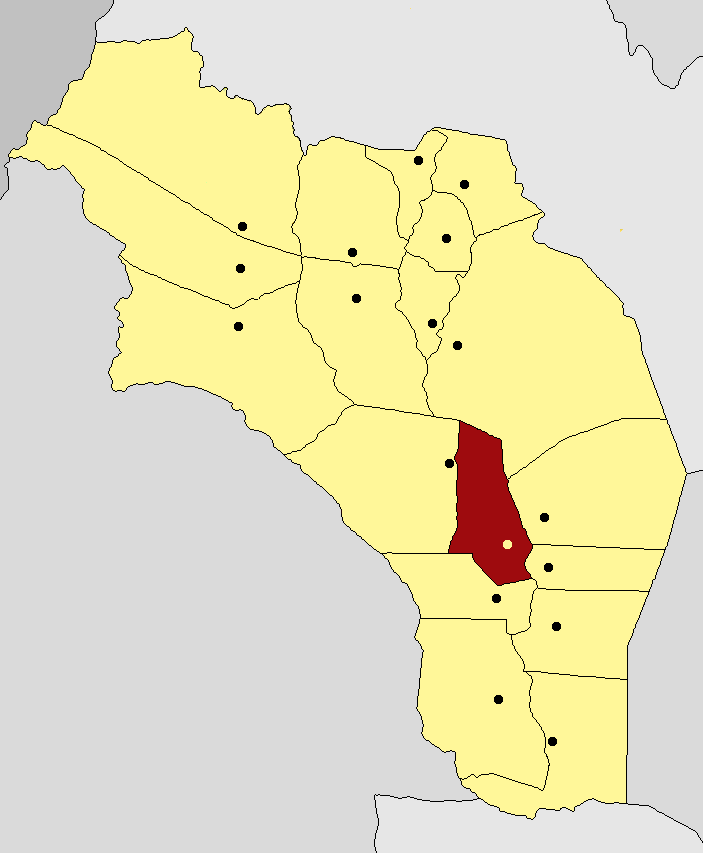

安赫爾比森特佩尼亞洛薩將軍縣（西班牙語：Departamento General Ángel V. Peñaloza），是阿根廷的縣份，位於該國西部拉里奧哈省，首府設於塔馬，面積3,106平方公里，2010年人口3,073，人口密度每平方公里0.99人。